# Leszek Dyja
Leszek Dyja-Paruzel (ur. 30 czerwca 1978) – polski lekkoatleta, sprinter.
Dwukrotny Mistrz Polski Seniorów w sztafecie 4 × 100 metrów w barwach AZS-AWF Kraków (2004 i 2006). Wielokrotny medalista halowych mistrzostw Polski. Uczestnik Młodzieżowych Mistrzostw Europy, gdzie odpadł w półfinale biegu na 100 metrów (Göteborg 1999). W 2005 został międzynarodowym mistrzem Izraela w biegu na 100 metrów.
W 2007 zakończył czynną karierę sportową, pracował jako trener przygotowania fizycznego Piasta Gliwice w rundzie jesiennej sezonu 2008/2009, pomagał w przygotowaniu fizycznym trenerowi Ruchu Chorzów Bogusławowi Pietrzakowi w sezonie 2008/2009. Pracuje w Ruchu Chorzów jako trener przygotowania fizycznego. Od sierpnia 2012 w takim samym charakterze pracował z reprezentacją Polski w sztabie szkoleniowym Waldemara Fornalika. Następnie pracował w Wiśle Płock. W lipcu 2018 roku ponownie znalazł się w sztabie kadry Jerzego Brzęczka po objęciu przez niego funkcji selekcjonera reprezentacji Polski.
Społecznie udziela się jako trener lekkoatletyczny, prowadząc grupę zawodników zrzeszonych w różnych klubach lekkoatletycznych Śląska. Wraz z trenerem Lechem Salamonowiczem prowadził przygotowania Kadry Narodowej Juniorów w sprincie lekkoatletycznym do Mistrzostw Świata Juniorów w sezonie 2010.

## Rekordy życiowe
- bieg na 100 metrów – 10,35 (1999)
- bieg na 150 metrów – 15,53 (2002) (wiatr -1,6 m/s)
- bieg na 200 metrów – 21,02 (2002)
- bieg na 60 metrów (hala) – 6,76 (2005)